# 2020 у літературі

## Події
- 26 травня — 10 липня — Джоан Роулінг випустила свою нову фентезі «Ікабог» у безкоштовних онлайн-розсилках під час обмежень, що виникли через пандемію коронавірусної хвороби 2019 у Великій Британії.
- Намвалі Серпелл[en] 28 вересня отримала премію Артура Кларка за роман «Старий занос» (The Old Drift).
- 15 жовтня опублікований список 100 найкращих фентезі книг за всю історію за версією журналу TIME[1].
- 11 листопада опублікований список книг з фантастичної, нефантастичної і поетичної літератури, які найчастіше читали читачі в 2020 році за версією журналу TIME[2].
- 13 жовтня — перше видання «Гаррі Поттер і філософський камінь» першого випуску продано на аукціоні у Великій Британії за 60 000 фунтів стерлінгів[3], а також копія книги Ісаака Ньютона «Математичні принципи природної філософії» в англійському перекладі 1729 року за 24 000 фунтів стерлінгів[4].

## Українська література
- у березні вийшов Амадока — третій роман Софії Андрухович. Книга отримала позитивні відгуки: за масштабом роботи її порівнюють із «Музеєм покинутих секретів» Оксани Забужко. Вона здобула читацьку премію «Еспресо. Вибір читачів 2020» та потрапила в короткі списки премій Літакцент року та Книга року BBC.
- у травні вийшла книга «Я змішаю твою кров із вугіллям: зрозуміти український Схід» Олександра Михеда. Довкола книжки розгорнулася велика дискусія: критики закидали їй колоніальну політику та брак емпатії щодо Сходу[5][6][7]. Однак були й позитивні відгуки[8], а сама книга отримала переважно високі оцінки від читачів. «Я змішаю твою кров із вугіллям» увійшла до переліку найважливіших нон-фікшн книг 2020-го року за версією Ганни Улюри[9] та до короткого списку премії Літакцент року[10].
- У вересні стався скандал[11] довкола Книгарні Є, інтернет-магазин якої масово почав продавати книги, написані російською мовою[12]. При цьому, сама Книгарня Є за пів року до того висловлювала аналогічний закид до Якабу.
- у грудні Книга року BBC несподівано нагородила роман «Юпак» Сергія Сайгона[13]. У номінації «Есеїстика» перемогу здобула збірка Оксани Забужко «Планета полин», а в номінації «Дитяча література» — книжка «Мед і Паштет — фантастичні вітрогони» Уляни Чуби.

## Фантастика
- Вільям Гібсон — Агенція (Agency) (21 січня, Канада)[14]
- Роберт Соєр — Альтернатива Оппенгеймера (The Oppenheimer Alternative)(2 червня)[15]
- Мерседес Лекі — Шпигун, ще раз шпигун (Spy, Spy Again / Valdemar Family Spies #3)[16]
- Грегорі Бенфорд і Ларрі Нівен — Славетний (Glorious) (16 червня)[17]
- Тім Пауерс — Властивості повітря на даху (The Properties of Rooftop Air) (30 червня)[18]
- Джин Вулф — Міжбібліотечний абонемент (Interlibrary Loan)[19]
- Джефф Вандермеєр — Своєрідна небезпека (A Peculiar Peril) (7 липня)[19]
- Майк Резник — Майстер Галактики (збірка) (Master of the Galaxy) (липень, Велика Британія)[20]
- Стівен Еріксон — Кузня темряви (Forge of Darkness) (31 липня, Велика Британія)[20]
- Джин Вулф — Лицар-чарівник (The Wizard Knight) (11 серпня)[21]
- Стівен Бекстер — Залізна зима (Iron Winter) (16 серпня, Велика Британія)[20]
- Керолайн Черрі — Дивергенція (Divergence) (вересень)[22]
- Сюзанна Кларк — Піранезі (Piranesi) (вересень)[23]
- Джаспер Ффорде — Постійний кролик (The Constant Rabbit) (вересень)[24]
- Джо Аберкромбі — Біда з миром (The Trouble with Peace) (вересень)[23]
- Тімоті Зан — Хаос, що піднімається (Chaos Rising) (вересень)[25]
- Лю Цисінь — Щоб підняти небо (To Hold Up the Sky, збірка оповідань) (23 жовтня)[26]

## Дитяча та юнацька література
- Джоан Роулінг — Ікабог (The Ickabog) (листопад, Велика Британія, публікація книги)
- Джаклін Вілсон — Любов Френкі (Love Frankie) (20 серпня, Велика Британія)[27]

## Померли
- 9 січня — Ефрас Кезілахабі, 75, танзанійський письменник і поет;
- 14 січня — Ян Улоф Екгольм, 88, шведський письменник, автор численних детективів і книг для дітей;
- 15 січня — Юрій Дімітрін, 85, російський драматург, лібретист, письменник;
- 16 січня — Крістофер Толкін, 95, британський академік і редактор, син та посмертний співавтор відомого письменника Джона Роналлда Руела Толкіна;
- 19 січня — Вадим Пеунов, 96, український письменник.
- 21 січня — Террі Джонс, 77, британський комедійний актор, режисер, сценарист, композитор і дитячий письменник;
- 27 січня — Віталій Селезньов, 80, український театральний режисер, письменник, драматург, поет, актор;
- 30 січня — Єрн Доннер, 86, фінський шведськомовний письменник, режисер, сценарист, продюсер, кінокритик, актор;
- 31 січня — Мері Хіггінс Кларк, 92, американська письменниця, авторка романів у жанрі психологічного трилера;
- 3 лютого — Джордж Стейнер, 91, американський філософ, письменник;
- 7 лютого — П'єр Гійота, 80, французький письменник;
- 11 лютого — Георгій Шевченко, 82, український письменник і журналіст;
- 12 лютого — Євген Бутенко, 88, український письменник і краєзнавець;
- 17 лютого — Чарльз Портіс, 86, американський письменник;
- 20 лютого — Микола Литвин, 76, український кобзар, композитор, письменник, журналіст, громадський діяч;
- 22 лютого — Кікі Дімула, 88, грецька поетеса;
- 24 лютого — Клайв Касслер, 88, американський письменник пригодницької літератури;
- 24 лютого — Іштван Чукаш, 83, угорський письменник і поет;
- 25 лютого — Мухамед Філіпович, 90, боснійський письменник і політик;
- 27 лютого — Алкі Зей, 96, грецька письменниця;
- 12 березня — Інелла Огнєва, 20, українська письменниця і поетеса;
- 17 березня — Едуард Лимонов, 77, російський політичний діяч, письменник, публіцист;
- 23 березня — Олег Вістовський, 55, український поет, публіцист, перекладач, журналіст;
- 27 березня — Роберт Міннуллін, 71, татарський поет, письменник, журналіст;
- 29 березня — Юрій Бондарев, 96, радянський і російський письменник;
- 30 березня — Маноліс Глезос, 97, грецький письменник і політик;
- 31 березня — Леонід Зорін, 95, радянський і російський письменник, поет, перекладач, драматург і сценарист;
- 2 квітня — Патриція Босворт, 86, американська письменниця, журналістка і акторка.
- 3 квітня — Олександр Гриценко, 62, український поет, перекладач, культуролог;
- 5 квітня — Каарло Пентті Лінкола, 87, фінський еколог і письменник;
- 5 квітня — Володимир Свержин, 55 український письменник-фантаст;
- 11 квітня — Анвар Абіджан, 73, узбецький письменник-фантаст, поет, журналіст.
- 13 квітня — Єфрем Баух, 86, молдавсько-ізраїльський письменник;
- 14 квітня — Майкл Гілкс, гаянський письменник;
- 15 квітня — Рубен Фонсека, 94, бразильський письменник;
- 16 квітня — Луїс Сепульведа, 70, чилійський письменник;
- 25 квітня — Пер Улоф Енквіст, 85, шведський письменник, драматург, сценарист, критик і журналіст;
- 29 квітня — Ях'я Хассан, 24, данський поет палестинського походження;
- 29 квітня — Май Шевалль, 84, шведська письменниця, журналістка та перекладачка;
- 4 травня — Петро Капчик, 76, білоруський письменник, педагог і журналіст;
- 6 травня — Григорій Половинко, 73, український письменник, журналіст, перекладач, краєзнавець, громадський діяч;
- 13 травня — Рольф Гохгут, 89, німецький драматург, письменник, літературний редактор, сценарист;
- 23 травня — Марія Вельо да Кошта, 81, португальська письменниця;
- 29 травня — Єжи Пільх, 67, польський письменник, публіцист, драматург і кіносценарист;
- 9 червня — Айн Каалеп, 94, естонський поет, перекладач, літературознавець, критик, драматург;
- 9 червня — Анатолій Трушкін, 78, радянський і російський письменник сатиричного жанру;
- 19 червня — Карлос Руїс Сафон, 55, іспанський письменник;
- 22 червня — Зиновій Юр'єв, 94, російський письменник-фантаст, журналіст;
- 24 червня — Марк Фюмаролі, 88, французький письменник;
- 25 червня — Мая Улановська, 87, ізраїльська письменниця;
- 29 червня — Карл Райнер, 98, американський письменник, актор, режисер і продюсер;
- 3 липня — Євген Войскунський, 98, радянський і російський письменник-фантаст, перекладач;
- 8 липня — Ная Рівера, 33, американська письменниця, акторка, співачка, фотомодель;
- 14 липня — Адалет Агаоглу, 90, турецька письменниця та драматург;
- 16 липня — Хуан Марсе, 87, іспанський письменник;
- 27 липня — Кіна Кидрева, 88, болгарська дитяча письменниця, драматург, публіцист, редактор;
- 31 липня — Алан Паркер, 76, британський письменник, кінорежисер, продюсер;
- 13 серпня — Олекса Підлуцький, 64, український письменник, журналіст, публіцист, педагог;
- 30 серпня — Мирон Гавришкевич, 80, український поет і прозаїк, лікар за фахом;
- 1 вересня — Владислав Крапивін, 81, радянський і російський дитячий письменник, письменник-фантаст;
- 6 вересня — Костянтин Когтянц, 64, український письменник і журналіст;
- 8 вересня — Рональд Гарвуд, 85, британський письменник, драматург і сценарист;
- 11 вересня — Зиновій Сагалов, 89, український драматург, письменник і журналіст;
- 16 вересня — Вінстон Грум, 77, американський письменник;
- 17 вересня — Мірча Лютик, 81, український румунськомовний письменник;
- 17 вересня — Террі Гудкайнд, 72, американський письменник-фантаст, автор епічного фентезі;
- 25 вересня — Володимир Ерль, 73, російський поет і письменник;
- 27 вересня — Олег Осетинський, 83, радянський і російський сценарист і письменник;
- 29 вересня — Астер Беркхоф, 100, бельгійський письменник;
- 2 жовтня — Гунтер де Бройн, 93, німецький письменник;
- 6 жовтня  — Рут Клюґер, 88, австрійсько-американська письменниця-мемуаристка, педагог і літературний критик;
- 10 жовтня — Анатолій Кравченко, 83, український поет, письменник, публіцист, перекладач;
- 10 жовтня — Микола Петренко, 94, український письменник і поет;
- 11 жовтня — Міха Ремец, 92, словенський письменник-фантаст і журналіст;
- 12 жовтня — Юрка Голуб, 72, білоруський письменник, поет і перекладач;
- 17 жовтня — Айдин Шем'ї-заде, 87, кримськотатарський письменник;
- 25 жовтня — Діана ді Пріма, 86, американська письменниця та поетеса;
- 25 жовтня — Василь Бабух, 77, український письменник, поет, журналіст;
- 25 жовтня — Славен Летиця, 73, хорватський письменник, політик;
- 6 листопада — Михайло Жванецький, 86, радянський і російський письменник-сатирик українського походження;
- 12 листопада — Тібор Мерай, 96, угорський письменник і журналіст;
- 14 листопада — Мирон Петровський, 88, український письменник і літературознавець;
- 16 листопада — Марта Чопик, 89, українська письменниця, майстериня народної творчости;
- 17 листопада — Олексій Столбін, 98, український письменник;
- 22 листопада — Микола Корсюк, 70, український письменник;
- 23 листопада — Конрад Фіалковський, 80, польський письменник фантастичного жанру;
- 24 листопада — Дмитро Петрович, 49, білоруський письменник, поет, перекладач, композитор;
- 25 листопада — Валентин Голяник, 82, український письменник і краєзнавець;
- 29 листопада — Бен Бова, 88, американський письменник-фантаст;
- 1 грудня — Едуарду Лоренсу, 97, португальський письменник;
- 12 грудня — Валентин Гафт, 85, радянський і російський актор театру та кіно, театральний режисер, поет, письменник;
- 12 грудня — Джон Ле Карре, 89, англійський письменник, автор шпигунських трилерів;
- 17 грудня — Василь Кобець, 77, український письменник і громадський діяч;
- 18 грудня — Тім Северін, 80, британський письменник, мандрівник;
- 23 грудня — Джеймс Едвін Ґанн, 97, американський письменник;
- 24 грудня — Богдан Сушинський, 74, український письменник і журналіст.
- 27 грудня — Олександр Кремко, 76, український письменник і фотограф;
- 27 грудня — Володимир Чос, 49, український письменник і журналіст.